# Potros Neza
Atlante de la Universidad Tecnológico de Neza, kurz Atlante UTN oder auch Potros Neza genannt, ist ein mexikanischer Fußballverein aus der Stadt Nezahualcóyotl im Bundesstaat México, die im Osten an Mexiko-Stadt grenzt.

## Geschichte

### Erste Etappe
Nachdem zum Saisonende 1987/88 der seit 1978 in der ersten Liga Mexikos spielende Verein Deportivo Neza seine Spielberechtigung an die UAT Correcaminos verkauft hatte, stand die Stadt Nezahualcóyotl ohne Profifußballverein da. Umgehend erfolgte daher die Gründung eines neuen Vereins mit dem Namen Potros Neza. Der Verein startete anstelle des bisherigen Zweitligisten UAT Correcaminos in der zweiten Liga und gewann auf Anhieb die Meisterschaft, wodurch er sich sportlich für die erste Liga qualifiziert hatte. Doch unmittelbar nach dem Aufstieg wurde die Erstligalizenz an den CD Veracruz verkauft, so dass der Verein aus der Hafenstadt seinen Platz in der Primera División einnahm und die Potros nach nur einem Jahr wieder von der Fußballlandkarte Mexikos verschwanden. 

### Zweite Etappe
Die Wiederbelebung des Vereins erfolgte vor der Saison 2004/05 unter der Bezeichnung Atlante Potros Neza. Der CF Atlante, der bis dato stets Gastrecht bei einem der großen Vereine von Mexiko-Stadt genossen hatte und daher mal im Aztekenstadion des Club América und mal im Estadio Azul des CD Cruz Azul spielte, hatte die Mehrzahl seiner Heimspiele in den beiden vorangegangenen Spielzeiten der Primera División im hiesigen Estadio Neza 86 ausgetragen. Nach seinem Rückzug in die benachbarte Hauptstadt zu Saisonbeginn 2004/05 wollte er seine zurückgebliebenen Fans in der Trabantenstadt offensichtlich auf die Weise entschädigen, dass er ein B-Team in der damals zweitklassigen Primera División 'A' starten ließ, das den vorgenannten Namen erhielt und seine Heimspiele im zurückgelassenen Stadion in Nezahualcóyotl bestritt. Das Abenteuer endete erneut nach nur einer Saison, weil die Zweitligalizenz zum Saisonende an den Tampico-Madero FC veräußert wurde. 

### Dritte Etappe
Im Sommer 2008, als Atlante bereits in Cancún beheimatet war, wurde von dessen Eigentümer, der Grupo Pegaso, ein neues Farmteam als Unterbau für die Erstligamannschaft kreiert. Diese neue Mannschaft startete in der Saison 2008/09 unter der Bezeichnung Potros Chetumal in der Primera División 'A'. Zum Saisonende transferierte die Grupo Pegaso die Mannschaft von Chetumal nach Nezahualcóyotl, wo sie in den Spielzeiten 2009/10 und 2010/11 unter der Bezeichnung Potros Neza bzw. Atlante UTN in der neu geschaffenen Liga de Ascenso spielte.